# Ikkos z Tarentu
Ikkos z Tarentu (gr. Ἴκκος) – starożytny grecki atleta, olimpijczyk.
Syn Nikolaidesa, pochodził z Tarentu w południowej Italii. Odniósł zwycięstwo w pięcioboju na igrzyskach olimpijskich w roku 444 p.n.e., a później zgodnie z relacją Pauzaniasza (Wędrówka po Helladzie VI 10,5) został cenionym trenerem. Zachowywał abstynencję seksualną, podczas przygotowań do zawodów nie obcując w ogóle z kobietami i chłopcami, za co później podziwiał go w swoich Prawach Platon. Według Jamblicha był pitagorejczykiem.
Postać Ikkosa pojawia się na kartach powieści Jana Parandowskiego Dysk olimpijski.